# دویدن از ترس (فیلم ۲۰۰۶)
دویدن از ترس (به انگلیسی: Running Scared) فیلمی است محصول سال ۲۰۰۶ و به کارگردانی وین کریمر است. در این فیلم بازیگرانی همچون پل واکر، کامرون برایت، ورا فارمیگا، چاز پالمینتری، کارل رودن، جانی مسنر، ایوانا ملیسویک، مایکل کادلیتز، بروک آلتمن، الیزابت میچل، آرتور جی.ناسکارلا، جان نوبل، توماس روسالس و دیوید وارشوفسکی ایفای نقش کرده‌اند.

## خلاصه داستان
«جویی گازل» قاچاقچی خرده پایی است که بعد از یک درگیری با پلیس، باعث کشته شدن ۲ پلیس می‌شود. او اسلحه‌ای که با آن قتل را انجام داده، در زیرزمین خانه‌اش مخفی می‌کند. اما این کار باعث می‌شود که اسلحه توسط پسربچه یکی از همسایگانش دزدیده شود…